# Dobie Gillis
Pour les articles homonymes, voir Gillis.
Dobie Gillis (The Many Loves of Dobie Gillis) est une série télévisée américaine en 147 épisodes de 25 minutes, en noir et blanc, créée par Max Shulman et diffusée du 8 octobre 1959 au 21 septembre 1963 sur le réseau CBS.
En France, la série a été diffusée à partir du 21 octobre 1961 sur la RTF Télévision.

## Synopsis
Cette série met en scène les déboires amoureux du jeune étudiant rêveur, Dobie Gillis, et de son ami beatnik, Maynard G. Krebs.
La série met en scène des situations très proches de la célèbre nouvelle Love is a fallacy, du même Max Schulman, et le même type d'humour fataliste.
Dans les premiers épisodes, Dobie entamait invariablement l'épisode dans la position du penseur de Rodin en dessous de la statue du même nom, énonçant le contexte de celui-ci, et dans la même position à la fin, pour en tirer une sorte de moralité douce-amère, comme en une sorte de debriefing.

## Distribution
- Dwayne Hickman (VF : Michel François) : Dobie Gillis
- Bob Denver : Maynard G. Krebs
- Frank Faylen : Herbert T. Gillis
- Florida Friebus (en) : Winifred « Winnie » Gillis
- Sheila Kuehl (en) : Zelda Gilroy
- William Schallert : Leander Pomfritt
- Tuesday Weld : Thalia Menninger (1959-1960)
- Warren Beatty : Milton Armitage (1959-1960)
- Tommy Farrell : Riff Ryan (1959-1960)
- Darryl Hickman : Davey Gillis (1959-1960)
- Michael J. Pollard : Jerome Krebs
- Steve Franken : Chatsworth Osborne Junior (1960-1963)
- Robert Paget : Max Perkins
- David Bond : Tremblay (1960-1963)

## Épisodes
1.0 Pilote (Pilot) (1959)

## Téléfilms
- 1977 : Whatever Happened to Dobie Gillis? (inédit en VF)
- 1988 : Bring Me the Head of Dobie Gillis (inédit en VF)

## Commentaires
Dobie Gillis fut la première série télévisée centrée sur la vie et les problèmes de jeunes adultes. Son générique était un dessin animé stylisé accompagné par des chœurs sur une musique entraînante.